# 祁县
37°21′15″N 112°18′42″E / 37.35417°N 112.31167°E
祁县位于中国山西省中部、汾河中游东岸、太原盆地中部。
祁县有着2500余年的建县历史，于1994年成为中国国家历史文化名城，并与另一座名城平遥相毗邻，县人民政府驻昭余镇，属晋中市。

## 历史
祁县古称昭餘，以境内昭餘祁泽薮而得名。春秋时为晋国大夫祁奚的食邑。公元前514年设祁县，迄今已有2500餘年历史。
祁县在汉晋时代胡人内迁中曾属于匈奴五部的驻地之一。

## 人口
2020年第七次人口普查顯示，全縣常住人口為254535人，與2010年第六次全國人口普查的265310人相比，十年間減少了10775人，降低4.06 %，年平均增長率為-0.41%。

## 祁县县城
清朝末年，三晋富甲天下，有“金祁县”之说，而尤以祁县执全国金融牛耳。祁县的县城可上溯至北魏时期，正中一条十字街，纵横交错三十二条道路，目前格局基本保存完好。街道、民居、商铺、寺庙等均保持明清风貌，具有较强的历史研究价值。
城内外有上千民居院落，其中以城内的渠家大院和城郊的乔家大院最出名。
- 全国重点文物保护单位：渠家大院（山西省晋商文化博物馆）
- 全国重点文物保护单位：乔家大院

## 地理
全境土地肥沃、水源充足，盛产粮食，主要有小麦、玉米、高粱等。特产核桃和苹果，俱是远近闻名。祁县支柱产业为玻璃制品业，其吹制玻璃的产量目前居国内第一名，产品远销海外，尤其北美地区，已经形成相当规模，并有待产业提升和资本和技术注入。

## 行政区划
祁县下辖6个镇、2个乡：
昭馀镇、东观镇、古县镇、贾令镇、城赵镇、来远镇、峪口乡、祁县经济开发区和祁县城区。

## 交通
- 铁路：同蒲铁路斜贯县境，设祁县站；大西高速铁路过境，设祁县东站。
- 公路： 340国道过境。

## 文化
祁县有着悠久而浓厚的文化氛围，由劳动人民自编自演，具有泥土风味浓厚，方言俚语流利上口，内容丰富多彩，曲调优美动听等特点的祁太秧歌，便千百年来广泛传唱于祁县、太谷一带。同时，公元1798年，最早的晋剧科班“云生班”也首先出现在祁县。

## 语言
祁县方言属晋语并州片，有五个声调，平声不分阴阳，入声分阴阳，文白异读现象很丰富。

## 名胜古迹
- 全国重点文物保护单位6处：乔家大院、兴梵寺、渠家大院、梁村遗址、梁村洪福寺、祁县镇河楼
- 山西省文物保护单位11处：祁奚父子墓、聚全堂药铺旧址、祁县文庙、荣仁堡址、谷恋真武庙、张北延寿寺、苗家堡关帝庙、王贤关帝庙、加乐茶壶庙、涧壑真武庙、晋恒银号旧址
- 晋中市文物保护单位3处：罗家祠堂、大德恒票号旧址、大德诚茶庄旧址
- 祁县文物保护单位：多处
- 中国历史文化名村：贾令镇谷恋村 (6)

## 特产
祁县酥梨：中国地理标志产品。